# Komar (gmina Donji Vakuf)
Komar – wieś w Bośni i Hercegowinie, w Federacji Bośni i Hercegowiny, w kantonie środkowobośniackim, w gminie Donji Vakuf. W 2013 roku liczyła 88 mieszkańców, z czego większość stanowili Boszniacy.